# Chrysogrammitis musgraviana
Chrysogrammitis musgraviana är en stensöteväxtart som först beskrevs av Bak., och fick sitt nu gällande namn av Barbara S. Parris. Chrysogrammitis musgraviana ingår i släktet Chrysogrammitis och familjen Polypodiaceae. Inga underarter finns listade.